# ئی‌ام‌یوآی
ئی‌ام‌یوآی (انگلیسی: EMUI)، که قبلاً با نام اموشن یوآی- Emotion UI - شناخته‌می‌شد، یک رابط کاربری است که توسط هواوی برای دستگاه های همین شرکت ساخته شده؛ این رابط کاربری سابقا بر روی اندروید استفاده می شد ولی در حال حاضر بر روی هارمونی او اس نیز از قبل نصب شده است. نسخه ای با مارک تجاری Magic UIبرروی برخی از تلفن‌های هوشمند آنر هواوی از قبل نصب شده‌است.
در جریان تحریم های گوگل بر هوآوی ، این شرکت اعلام کرد از ماه آوریل ۲۰۲۱ انتشار بروزرسانی های اندروید را برای موبایل های خود متوقف خواهد کرد و سیستم عامل هارمونی‌اواس به طور پیش‌فرض بر روی موبایل های این شرکت نصب خواهد شد.
در حال حاضر آخرین نسخه ئی‌ام‌یوآی EMUI 14 میباشد.

## تاریخچه ورژن
| ورژن                  | ورژن اندروید یا هارمونی او اس                             | سال انتشار | آخرین انتشار پایدار |
| --------------------- | --------------------------------------------------------- | ---------- | ------------------- |
| Emotion UI 1.x        | Android 2.3 - 4.3                                         | 2012       | 1.6                 |
| Emotion UI 2.x        | Android 4.2 - 4.4                                         | 2013       | 2.3                 |
| EMUI 3.x              | Android 4.4 - 5.1                                         | 2014       | 3.1                 |
| EMUI 4.x              | اندروید مارشمالو (6.x)                                    | 2015       | 4.1                 |
| EMUI 5.x              | اندروید نوقا (7.x)                                        | 2016       | 5.1.1               |
| EMUI 8.x              | اندروید اوریو (8.x)                                       | 2017       | 8.2                 |
| EMUI 9.x MagicUI 2.x  | اندروید پای (9)                                           | 2018       | 9.1                 |
| EMUI 10.x MagicUI 3.x | اندروید ۱۰                                                | 2019       | 10.1                |
| EMUI 11.x MagicUI 4.x | اندروید ۱۰ or اندروید ۱۱ for MagicUI 4.2                  | 2020       | 11.0                |
| EMUI 12.x MagicUI 5.x | بر پایه هارمونی‌اواس 2 (OpenHarmony 2.1.0) (اندروید 10/11) | 2021       | 12.0                |
| EMUI 13.x             | بر پایه هارمونی‌اواس 3 (OpenHarmony 3.1) (اندروید 12)      | 2022       | 13.1                |
| EMUI 14.x             | بر پایه هارمونی‌اواس 4 (OpenHarmony 3.2) (اندروید 12)      | 2024       | 14.2                |